# Hirtaeschopalaea nubila
Hirtaeschopalaea nubila är en skalbaggsart som beskrevs av Masaki Matsushita 1933. Hirtaeschopalaea nubila ingår i släktet Hirtaeschopalaea och familjen långhorningar. Inga underarter finns listade i Catalogue of Life.